# アントニオ・マスペス
アントニオ・マスペス（Antonio Maspes, 1932年1月14日 - 2000年10月19日）はイタリア・ミラノ出身の名自転車競技（トラックレース）選手。

## 経歴
1952年に開催されたヘルシンキオリンピックのタンデムスプリント種目において、チェーザレ・ピナレッロとペアを組んで銅メダルを獲得。
1953年にプロに転向。
1955年、コペンハーゲンで開催された世界自転車選手権プロ・スプリント決勝で、スイスのオスカル・プラットナーを下して初の同種目優勝を飾る。
1956年世界選同種目決勝においても、イギリスの名選手だったレジナルド・ハリスを破り連覇。
その後2年間世界選では優勝できなかったが、1959年にフランスのミシェル・ルソーを、1960年にプラットナーを、1961年にルソーを、そして1962年にはローマオリンピックのスプリント、1kmタイムトライアルを制した同胞のサンテ・ガイアルドーニをそれぞれ決勝で破って4連覇達成。
1963年の同大会同種目ではガイアルドーニに決勝で敗れたが、翌1964年には決勝でオーストラリアのロン・バエンシュを破り、ベルギーのジェフ・シェーレンと並ぶ世界選手権プロ・スプリント最多優勝記録となる7回目の優勝を果たした。なお、この記録は1984年に中野浩一が8連覇を達成して塗り替えることになる。
この他、グランプリ・ド・パリで5回の優勝実績がある他、1960年には200mフライングタイムトライアルにおいて10.8秒の世界新記録（当時）を樹立した。1967年に引退。その後、彼の功績を讃え、ミラノにあるヴィゴレッリ自転車競技場の名称を、「マスペス＝ヴィゴレッリ自転車競技場」（it:Velodromo Maspes-Vigorelli）と改めた。